# 最後の忠臣蔵 (映画)
『最後の忠臣蔵』（さいごのちゅうしんぐら）は、池宮彰一郎の同名小説を原作とした、2010年公開の日本映画。

## 概要
忠臣蔵の後日譚を描き、同名でテレビドラマ化もされた、『四十七人の刺客』の池宮彰一郎の同名小説を映画化した作品である。ワーナー エンターテイメント ジャパンのローカル・プロダクション本格的第1弾として製作。監督は杉田成道。主演は役所広司、佐藤浩市。
『サムライ・シネマキャンペーン』と題し、『十三人の刺客』『桜田門外ノ変』『雷桜』『武士の家計簿』と併せて、2010年公開の時代劇映画5作共同のキャンペーンも行われた。2010年11月23日には両国で公式ツアー『催行決定!!映画『最後の忠臣蔵』公式ツアー〜赤穂義士の引揚げルートを歩く〜通常非公開の「大石良雄ほか16人切腹の跡」特別公開』を開催。
2010年12月11日以降、群馬テレビ他で公開記念特番『〈本物の感動〉に日本中が涙する『最後の忠臣蔵』』が放送。また12月15日には映画公開記念特番としてフジテレビで『『最後の忠臣蔵』演出ノートより〜桜庭ななみと杉田監督の3ヶ月〜』を放送した。
キャッチコピーは「生き尽くす。その使命を、その大切な人を、守るために。」。
丸の内ピカデリー3他全国309スクリーンで公開され、2010年6月18,19日初日2日間で興収9608万500円、動員は8万6838人になり映画観客動員ランキング（興行通信社調べ）で初登場第8位となった。また、ぴあ初日満足度ランキング（ぴあ映画生活調べ）では第1位になるなど高く評価されている。

## あらすじ
元禄15年の赤穂事件から16年。赤穂浪士だった寺坂吉右衛門は浪士の十七回忌法要が行なわれる京へと向かう。赤穂藩の足軽であった寺坂は、討ち入りの直後に大石内蔵助から「事件の真実を後世に伝え、浪士の遺族を援助せよ」との命を受け、一人だけ生き残ったのだ。遺族は散り散りになり居所も知れず、ようやく最後の遺族と会って使命を果たした寺坂だったが、京への道すがら、赤穂藩で盟友だった瀬尾孫左衛門と再会する。瀬尾は浪士に加わりながら討ち入りの直前に逃亡した男だった。
実は瀬尾も大石内蔵助の密命を帯びていたことを知る寺坂。討ち入りの準備中、内蔵助は妻子と離れ京で暮らしたが、その時の妾が赤ん坊を産んでいた。内蔵助は自分の家臣である瀬尾に、その赤ん坊の面倒を託したのだ。町人に身をやつした瀬尾は古物商を営み、表向きは実の娘と称して遺児の可音を大事に育てていた。
美しく上品な娘に成長した可音に縁談が持ち上がった。相手は豪商として知られる茶屋四郎次郎の息子で、またとない良縁だが、可音は浮かない顔だった。自分の身の上を知っている可音は、優しい瀬尾に恋をしていたのだ。
瀬尾に想いを打ち明ける可音。だが、可音を「可音さま」と呼び主と仰ぐ瀬尾は、愛情に溢れながらも彼女の気持ちに応えなかった。諦めて縁談を受け入れる可音。花嫁行列は駕籠ひとつきりで、付き添いは瀬尾のみだった。そこへ正装した寺坂が、嫁入り道具を担いだ盛大な男衆を引き連れて駆けつけた。更に次々と同道を願い出る旧赤穂藩の藩士たち。
婚礼の席から抜け出して帰宅し、仏間に入る瀬尾。仏壇の大石内蔵助の位牌に向かい、「遅ればせながらお供いたします」と呟いた瀬尾は、使命を果たし殉死を覚悟していた。駆け付けた寺坂の介錯も断り、切腹して果てる瀬尾。寺坂は涙して盟友の遺骸に平伏した。

## キャスト
- 瀬尾孫左衛門（大石家の用人、討ち入り前夜に逃亡） - 役所広司
- 寺坂吉右衛門（四十七士の生き残り） - 佐藤浩市
- 大石内蔵助 - 片岡仁左衛門（特別出演）
- 可音（大石の隠し子） - 桜庭ななみ
- 可音（幼少） - 北村沙羅
- 茶屋修一郎（四郎次郎の息子） - 山本耕史
- 茅野きわ（茅野和助常成の妻） - 風吹ジュン
- 奥野将監（赤穂旧家臣） - 田中邦衛（特別出演）[4]
- 進藤長保（内蔵助の又従兄弟） - 伊武雅刀
- 茶屋四郎次郎（天下の豪商） - 笈田ヨシ
- ゆう（元夕霧太夫） - 安田成美
- 吉良上野介 - 福本清三
- 松明 - 荒木悠司
- 月岡治右衛門 - 柴俊夫
- 他 - 佐川満男 . 田畑猛雄 . 芝本正 . 芹沢礼多 . 片岡功 .  鈴川法子

## スタッフ
- 原作 - 池宮彰一郎『最後の忠臣蔵』（角川文庫刊）
- 脚本 - 田中陽造
- 音楽 - 加古隆
- 監督 - 杉田成道
- 撮影監督 - 長沼六男
- 美術監督 - 西岡善信
- 美術 - 原田哲男
- 照明 - 宮西孝明
- 録音 - 中路豊隆
- 整音 - 瀬川徹夫
- 音響効果 - 柴崎憲治
- 編集 - 長田千鶴子
- 衣装デザイナー - 黒澤和子
- 装飾 - 中込秀志
- スクリプター - 中田秀子
- 殺陣 - 宇仁貫三
- 題字 - 柿沼康二
- パブリシティ - ファントム・フィルム
- 現像 - 東京現像所
- 製作総指揮 - ウィリアム・アイアトン
- スーパーバイザー - 角川歴彦、成田豊
- 製作者 - 小岩井宏悦、服部洋、椎名保、酒井彰、名越康晃、井上伸一郎、喜多埜裕明、川崎代治、大橋善光
- 企画 - 鍋島壽夫
- プロデューサー - 野村敏哉、岡田渉、宮川朋之
- 製作 - 「最後の忠臣蔵」製作委員会（ワーナー・ブラザース映画、電通、角川映画、日本映画衛星放送、レッド・エンタテインメント、角川書店、Yahoo! JAPAN、メモリーテック、読売新聞）
- 製作協力 - 松竹京都撮影所
- 製作プロダクション - 角川映画
- 配給 - ワーナー・ブラザース映画

## ソフト化
2011年6月15日発売。発売元はワーナー・ホーム・ビデオ。
- 【初回限定生産】最後の忠臣蔵 ブルーレイ&DVDセット 豪華版（3枚組）
  - ディスク1：本編Blu-ray
    - 映像特典
      - 特報・劇場予告編・TVスポット集
      - キャスト（メニュー）

  - ディスク2：本編DVD
    - 映像特典：本編Blu-rayと同様

  - ディスク3：特典DVD
    - 桜庭ななみと杉田監督の3ヶ月〜映画「最後の忠臣蔵」演出ノートより〜
    - 桜庭ななみが可音になるまで
    - <本物の感動>に日本中が涙する 最後の忠臣蔵
    - 2010年6月17日 完成報告記者会見
    - 2010年10月14日 ハリウッドプレミア試写会
    - 2010年11月21日 赤穂市特別試写会
    - 2010年11月24日 完成披露試写会
    - 2010年12月18日 初日舞台挨拶
    - 杉田成道、桜庭ななみインタビュー
    - 役所広司、佐藤浩市インタビュー

  - 封入特典
    - 解説ブックレット

  - 特製アウターケース付き
- 【初回限定生産】最後の忠臣蔵 特別版（DVD1枚組）
  - 映像特典：ブルーレイ&DVDセット 豪華版・本編DVDと同様
  - 封入特典：ブルーレイ&DVDセット 豪華版と同様
- 最後の忠臣蔵 通常版（DVD1枚組）
  - 映像特典：ブルーレイ&DVDセット 豪華版・本編DVDと同様

## 英題問題
2010年10月11日実施のLAプレミア試写会の好評もあり、ワーナー・マイカル代表取締役社長のミラード・エル・オゥクスのオファーで日米同時公開となる予定であった。しかし、英語版タイトルに対して他の映画会社から異議が申請されたために延期された。ワーナーは当初英語タイトルに『THE LAST RONIN』を予定していたが、MPAAによる映画題名のタイトル・クリアランス審査で英ハリウッド映画会社から異議があがり、日米同時公開にあわせるため『SAIGO NO CHUSHINGURA』に変更して再審議を申し出たものの、今度は日本の映画会社から異議の申し出があり、これ以上の審査通過のためだけの安易な変更は良しとせず、12月17日に公開延期を決定した。ワーナーは異議を取り下げ、2011年7月12日にアメリカ公開された。